# David Lewis (philosophe)
Pour les articles homonymes, voir David Lewis et Lewis.
David Kellogg Lewis, né le 28 septembre 1941 à Oberlin (Ohio) et mort le 14 octobre 2001 à Princeton (New Jersey), philosophe américain, est l'une des figures majeures de la philosophie analytique contemporaine.
Après avoir enseigné brièvement à l'université de Californie à Los Angeles (UCLA) il rejoint l'université de Princeton jusqu'à la fin de sa carrière. Il a été, avec Nicholas Wolterstorff, l'étudiant de Donald Cary Williams.
Il est aussi souvent associé à la communauté philosophique australienne à laquelle il a rendu visite tous les ans pendant plus de 30 ans. 
Le philosophe David Lewis est surtout connu pour avoir défendu la théorie du réalisme modal selon laquelle il existe plusieurs mondes possibles concrets et causalement isolés les uns des autres. Sa défense détaillée de cette position dans De la Pluralité des mondes (1986, trad. fr. 2007) a exercé une influence importante sur les débats ultérieurs en métaphysique.
On lui doit aussi des contributions fondamentales en philosophie du langage et de l'esprit, en métaphysique analytique, en épistémologie et en logique philosophique.

## Logique modale
David Lewis a proposé une interprétation originale de la logique modale, la théorie des contreparties, qui constitue depuis lors une alternative à la logique modale de Saul Kripke.

### La sémantique de Kripke comme point de départ
La logique modale de Kripke se fonde sur une sémantique dont la fonction est de rendre compte des propositions modales comme « il est possible que p » en termes de propositions assertives comme « il est vrai que p ». Le naturalisme philosophique, adopté par Kripke et la majorité des philosophes analytiques à la suite de Quine, semble en effet ne pas être compatible avec des énoncés où les objets et les événements sont caractérisés en termes modaux. Kripke élabore alors une sémantique des mondes possibles (notés w). Les mondes possibles sont des ensembles d'individus et de propriétés. L'ensemble des mondes possibles (noté W) comprend le monde actuel.
Dans cette sémantique, une proposition p est nécessaire si et seulement si p est vraie dans tous les mondes possibles (proposition assertive) ; une proposition p est seulement possible si et seulement si p n'est pas vraie dans au moins un monde possible, etc. Si, par exemple, il est nécessaire que Socrate soit sage, cela signifie que Socrate est sage dans tous les mondes possibles, et qu'il n'existe pas de monde possible où il ne soit pas sage. On dit alors que l'opérateur de nécessité "{\displaystyle \Box }" est l'équivalent du quantificateur universel "∀", tandis que l'opérateur de possibilité "◊" est l'équivalent du quantificateur existentiel "∃". La modalité apparait ainsi comme une quantification sur des mondes possibles à l'intérieur desquels les événements se réalisent.
Pour Kripke, il y a toujours un monde possible où un individu est différent de ce qu'il est en réalité. Il y a par exemple toujours un monde possible où Socrate n'est pas sage, car Socrate aurait pu ne pas être sage (au sens où il est concevable qu'il ne le soit pas). Tel est le principe de l'« identité transmondaine » ou identité à travers les mondes possibles. Ce point est fortement contesté par Lewis et sa théorie des contreparties offre une option alternative.

### La théorie des contreparties
Le problème qui se pose d'après Lewis avec la théorie de Kripke est que si l'on a une série suffisamment longue de mondes possibles et si l'on fait varier, même de manière infinitésimale, les caractéristiques d'un individu de monde en monde, alors tout ce qui existe peut être changé en n'importe quoi, Socrate en un vase par exemple[réf. souhaitée], ce qui est non seulement contraire au bon sens mais également incompatible avec le naturalisme philosophique. Pour cette raison, notamment, Lewis a proposé sa théorie des contreparties :
« La relation de contrepartie (counterpart relation) est notre substitut de l'identité des choses à travers les mondes. Là où certains affirment que vous existez dans plusieurs mondes, dans lesquels vous avez des propriétés quelque peu différentes et où vous arrivent des choses dans une certaine mesure différentes, je préfère dire que vous existez dans le monde actuel et dans aucun autre, mais que vous avez des contreparties dans de nombreux autres mondes. Vos contreparties vous ressemblent étroitement à beaucoup d'égards, dans le contenu et le contexte. Elles vous ressemblent plus que les autres choses dans leurs mondes. Mais elles ne sont pas vous. ».
La contrepartie d'une chose est un individu numériquement différent mais similaire de cette chose. Pour Lewis, « la relation de contrepartie est une relation de similarité ». La similarité (ou ressemblance) entre deux individus n'est pas l'identité de ces deux individus mais le fait pour ces individus d'avoir des caractéristiques en commun. La transitivité de l'identité (si x=y et y=z alors x=z) ne s'applique donc pas aux contreparties.
Si Lewis rejette ainsi l'idée qu'un individu dans un monde possible puisse être numériquement identique à un individu dans un autre monde possible (identité « transmondaine »), c'est aussi pour des considérations liées à sa conception de la réalité des mondes possibles.

## Métaphysique des mondes possibles

### Réalisme modal et théorie indexicale
C'est avec David Lewis qu'a été soutenue pour la première fois la thèse qualifiée de réalisme modal :
« Y a-t-il d'autres mondes ? Je dis qu'il y en a. Je plaide pour la pluralité des mondes, ou réalisme modal... qui soutient que notre monde n'est qu'un monde parmi de nombreux autres. Il y a d'innombrables autres mondes, d'autres choses inclusives. Nous et ce qui nous entoure, même éloignés dans le temps et l'espace, constitue notre monde. [...] Les mondes sont isolés : il n'y a ni relations spatiotemporelles entre des choses qui appartiennent à des mondes différents, ni une chose survenant dans un monde qui cause la survenance de quelque chose dans un autre monde. ».
Cette thèse du réalisme modal, du moins dans sa version Lewisienne, n'affirme pas seulement que tous les mondes possibles existent ; elle affirme également que ces mondes existent parce qu'ils sont tous « actuels », d'un certain point de vue. La réalité d'un monde possible consiste même dans cette « actualité » qui est à comprendre en un sens indexical. Selon l'interprétation indexicale, « le monde actuel » signifie seulement « ce monde », « le monde dans lequel nous sommes ». L'actualité du monde ne consiste en rien d'autre que dans le fait d'être ce monde là.
Mais que veut dire « ce monde là » ? Le sens d'une expression indexicale consiste à faire référence au locuteur qui la produit (ex. "je") ou à sa situation dans l'espace ou le temps (ex. "ici" ou "maintenant"). Par conséquent, la référence de ce type d'expressions peut varier en fonction de l'identité ou de la situation du locuteur. Le fait pour un monde d'être ce monde ne constitue donc pas une caractéristique intrinsèque du monde en question, mais une caractéristique relationnelle — celle d'être notre monde, ou d'être le monde auquel nous nous référons. D'après la théorie indexicale, l'actualité est une propriété que le monde actuel possède non pas absolument, mais relativement à ses habitants. Considéré absolument, l'actuel n'a pas un statut différent du possible, et il n'a pas de prééminence ontologique sur les autres mondes.

### L'illusion modale
Ce n'est pas le même lieu qui est désigné par deux habitants des États-Unis lorsque le premier situé en Californie dit « il fait souvent beau dans ce pays » alors que l'autre situé au Massachusetts dit « il pleut souvent dans ce pays ». De la même façon, dans un monde possible différent du nôtre, ses habitants disent « ce monde » ou « notre monde » en désignant leur monde comme actuel, tout comme nous le faisons à propos du nôtre. Mais en disant « ce monde » ou « notre monde », nous pensons spontanément qu'il est le seul actuel. Telle est l'illusion modale que dénonce Lewis, une croyance illusoire qu'il considère enracinée dans notre égocentrisme.
Cette croyance est l'équivalent modal de ce que serait l'illusion solipsiste d'une personne parfaitement auto-centrée pour qui tous les indexicaux ne feraient référence qu'à sa seule situation ou à sa seule personne, l'usage approprié du mot "je" lui étant réservé. L'« actualisme naïf » – pensée naïve selon laquelle notre monde est le seul actuel – devient alors l'équivalent du solipsisme qui, en niant l'existence des autres personnes, nie du même coup l'existence d'autres points de vue véridiques sur le monde.

## Métaphysique des propriétés et des objets

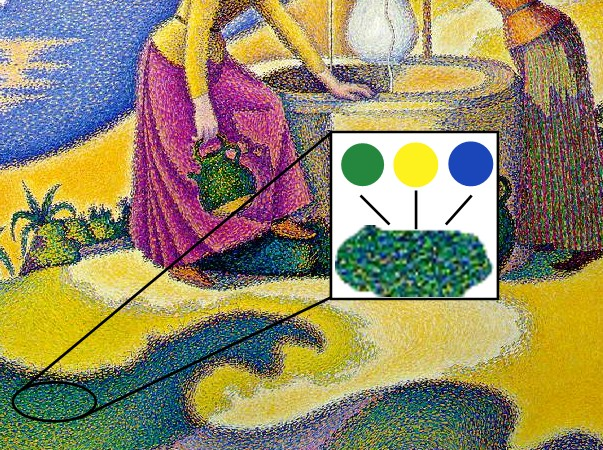
A l'instar de cette huile sur toile de style pointilliste (Paul Signac, Femmes au puits, 1892), le monde de Lewis est une composition très riche de qualités pures dont chacune est localisée dans l'espace-temps.

### Atomisme des propriétés
La métaphysique de David Lewis est une forme d'atomisme ou de « pointillisme ». Elle conçoit la réalité comme une collection de points déterminés, chacun doté de qualités propres ou intrinsèques, réalité que D. Lewis compare à une mosaïque. Il compare également la constitution fondamentale de la réalité aux points d’une imprimante à aiguille, qui ne sont pas perçus comme tels, mais qui, à un niveau plus global, dessinent des lettres ou des images bien visibles. Les points d’espace-temps où s’instancient les qualités sont analogues aux tesselles d'une mosaïque ou aux points d’impression de l’imprimante à aiguilles. 
Cette conception atomiste des propriétés du monde est associée à la thèse dite de « la survenance humienne » , en référence au philosophe David Hume qui refusait l'idée qu'il existe des connexions nécessaires dans la nature. Selon les propres mots de Lewis, cette thèse énonce que : 
« […] tout ce qui existe dans le monde est une vaste mosaïque d'affaires locales de faits particuliers, rien qu'une petite chose et puis une autre et ainsi de suite. Nous avons la géométrie : un système de points avec des relations externes de distance spatio-temporelle entre eux. […] En ces points se trouvent des qualités locales : des propriétés intrinsèques parfaitement naturelles qui n'ont besoin de rien de plus grand qu'un point auquel être instanciées. En bref : nous avons un arrangement de qualités. Et c'est tout. Il n'y a pas de différence sans différence dans l'arrangement des qualités. Tout le reste survient sur cet arrangement. »
Le terme de survenance signifie dans ce contexte que la distribution des propriétés physiques fondamentales sur l'ensemble des points de l'espace-temps détermine tout ce qu'il y a dans le monde (en termes plus techniques : si les propriétés A surviennent sur les propriétés B alors la distribution des propriétés A est identique à la distribution des propriétés B). Cette thèse est au centre de la métaphysique de Lewis, qualifiée pour cette raison de « métaphysique humienne » car, d'une part, elle énonce en quoi consiste la structure profonde du monde – une collection de choses ponctuelles – et, d’autre part, elle nie l'existence de connexions nécessaires dans la nature, y substituant le principe d'une simple conjonction entre les choses (« juste une petite chose et puis une autre »).

### Principe de combinaison libre
Lewis défend un principe de combinaison libre entre les constituants fondamentaux de la réalité, conséquence de sa conception atomiste des propriétés du monde. Les propriétés physiques qui existent en un point ou une quelconque région du monde n'exercent aucune contrainte sur les autres propriétés qui existent ailleurs dans ce même monde , et il existe donc d'autres mondes possibles où elles sont arrangées autrement. Chaque combinaison possible entre les constituants fondamentaux du monde réalise un monde possible, et notre monde (le monde « actuel ») n'est que l'un de ces mondes possibles (réalisme modal). 
Selon Lewis, les lois de la nature sont fixées par la distribution des propriétés physiques fondamentales. Ces lois sont donc contingentes, et on peut concevoir un monde où ces lois diffèrent tandis que les propriétés demeurent. Par exemple, si on considère un monde possible défini comme un double du « Big Bang » à l'origine de notre propre monde, le développement de la distribution des propriétés physiques fondamentales dans cet autre monde peut être entièrement différent du développement caractérisant notre monde « réel » .

### Limitation cognitive et scepticisme
Une autre conséquence de l'atomisme des propriétés de Lewis est qu'il n'est pas possible d'avoir un accès cognitif à l'essence des propriétés constitutives du monde. Cette limitation découle de la présupposition concernant l'être des propriétés voulant que celles-ci soient des qualités pures et que leurs relations spatio-temporelles ne nous disent rien de ce qu'elles sont. On aboutit ainsi à un décalage profond entre la métaphysique et la physique. D'après la métaphysique humienne, les propriétés sont des qualités pures. Or, la physique des particules décrit les entités fondamentales uniquement en fonction de leurs relations causales, comme la masse ou la charge électrique. Il n'est donc pas possible d'acquérir une connaissance de ce que sont vraiment les constituants fondamentaux du monde, quel que soit le niveau de développement de la physique. Cette conséquence est connue sous le nom d' « humilité » dans la littérature contemporaine, car elle interdit la prétention à la connaissance profonde du monde.

## Philosophie de l'esprit
On doit également à David Lewis une conception naturaliste originale de l'esprit : la version réductionniste du fonctionnalisme, aussi connue sous le nom de « fonctionnalisme des réalisateurs ». Elle fut longtemps une position minoritaire face à la conception non réductionniste du fonctionnalisme mise en avant par Hilary Putnam et Jerry Fodor. Mais récemment, elle a pris un nouvel essor à la suite des travaux de Jaegwon Kim.
Le fonctionnalisme réductionniste n’admet pas de distinction entre des états ou des propriétés de premier ordre (les états ou propriétés physiques) et des états ou des propriétés de second ordre (les états ou propriétés fonctionnels). Les états mentaux, tels que la douleur, sont pour Lewis des états physiques : des configurations neuronales d'un certain type, notamment. Un état physique réalise une certaine fonction de l'organisme que les concepts mentaux décrivent. Les états fonctionnels auxquels se réfèrent les concepts mentaux sont donc des états physiques. Les descriptions en termes mentaux sont des descriptions de types d'états fonctionnels qui sont aussi des types d'états physiques.
Le fonctionnalisme de Lewis refuse de tirer une conclusion antiréductionniste de l'argument de la réalisation multiple, car le fait qu'une même fonction de l'organisme puisse se réaliser dans des états physiques différents peut s'expliquer par le fait qu'il y a une configuration physique commune entre ces différents états. La fonction de la douleur (fonction d'évitement) n'implique certes pas l'activation des mêmes fibres nerveuses selon les espèces animales, mais il y a bien une configuration neuronale associée à l'expérience de la douleur qui est commune à ces espèces.

## Œuvres

### Livres
- Convention, Cambridge, Mass., Harvard University Press, 1969
- Counterfactuals, Oxford, Blackwell, 1973
- Philosophical papers, Vol I, Oxford, Oxford University Press, 1983.
- On the plurality of worlds, Oxford, Blackwell, 1986
- Parts of classes, Oxford, Blackwell, 1991
- Papers in philosophical logic, Cambridge, Cambridge University Press, 1998
- Papers in metaphysics and epistemology, Cambridge, Cambridge University Press, 1999
- Papers in ethics and social philosophy, Cambridge, Cambridge University Press, 2000

#### Dont une traduction en français
- De la pluralité des mondes (1986), Paris Tel-Aviv, Editions de l'éclat, 2007 (traduit par M. Caveribère et J.-P. Cometti)

### Articles traduits en français
- « Douleur de fou et douleur de Martien » (1978), in D. Fisette et P. Poirier (éds.), Philosophie de l’esprit, Psychologie du sens commun et sciences de l’esprit, Paris, Vrin, 2002, p. 289-306
- « La vérité dans la fiction » (Truth in Fiction, 1978), traduction de Yann Schmitt, in Klesis, Revue philosophique n°24, La philosophie de David Lewis, 2012, pp. 36-55.
- « Une nouvelle tâche pour une théorie des universaux » (1983), traduction de Ghislain Guigon, in Concept et Catégorie: numéro spécial des Cahiers Philosophiques de Strasbourg, vol. 17, Paris, 2004, pp. 345-404.
- « Contre les universaux structuraux » (1986), in E. Garcia et F. Nef (eds.), Métaphysique contemporaine. Propriétés, mondes possibles et personnes, Paris, Vrin, 2007.
- « Ce que nous apprend l'expérience » (1991), in L'expérience, collection GF Corpus, Paris, Flammarion, 1999
- « Langages et langage », traduction E. Zeitlin & L. Quéré in Réseaux, volume 11 n°62. pp. 9-18, 1993.
- « Insaisissable connaissance » (1996), in Dutant et Engel (éds.), Philosophie de la connaissance, Paris, Vrin, 2005.
- « Anselme et l'actualité » (1970), traduit et présenté par F. de Salies in Philosophie, n°152, Paris, Éditions de Minuit, 2022.

## Citation
« Il y a tant et tant de manières dont un monde pourrait être, et l'une de ces nombreuses manières est la manière dont ce monde est. »